# Демченко, Михаил Прокофьевич
Михаил Прокофьевич Демченко (1927—1997) — советский передовик производства, машинист экскаватора Северного рудника Тургайского бокситового управления Министерства цветной металлургии Казахской ССР. Герой Социалистического Труда (1948).

## Биография
Родился в 1927 году в Казакской АССР в украинской семье.
С 1943 года, в период Великой Отечественной войны, начал свою трудовую деятельность помощником машиниста, а затем, после окончания войны и до 1960 года, работал машинистом экскаватора Коунрадского рудника Коунрадского района Карагандинской области Казахской ССР.
В 1960 году был назначен машинистом экскаватора Северного рудника Тургайского бокситового управления города Аркалык Кустанайской области Казахской ССР. В 1961 году М. П. Демченко стал первым, кто поднял первый ковш вскрышной породы на Аркалыкском руднике, и уже в 1963 году этот рудник дал первую руду для экспериментального цеха Павлодарского алюминиевого завода. 17 апреля 1965 года Указом Президиума Верховного Совета СССР «за выдающиеся достижения в труде» Михаил Прокофьевич Демченко был награждён Медалью «За трудовую доблесть».
С 1966 по 1970 годы М. П. Демченко постоянно перевыполнял план восьмой пятилетки, на 1970 год производственное задание было выполнено им за 10 месяцев на 118,2 процента. За пять лет работы М. П. Демченко было сэкономлено электроэнергии на 1750 рублей, им было внесено рационализаторских предложений с экономическим эффектом на сумму одиннадцать тысяч рублей.
30 марта 1971 года Указом Президиума Верховного Совета СССР «за выдающиеся успехи, достигнутые в развитии цветной металлургии» Михаил Прокофьевич Демченко был удостоен звания Героя Социалистического Труда с вручением Ордена Ленина и золотой медали «Серп и Молот»
С 1957 года — член КПСС. Помимо основной деятельности М. П. Демченко избирался членом Тургайского областного комитета Компартии Казахстана и депутатом Аркалыкского Совета народных депутатов.
Жил в городе Аркалык Костанайской области.

## Награды
- Медаль «Серп и Молот» (30.03.1971)
- Орден Ленина (30.03.1971)
- Медаль «За трудовую доблесть» (17.04.1965)

## Звания
- Почётный горняк СССР (1978)